# Platydendron ovale
Platydendron ovale is een platworm (Platyhelminthes). De worm is tweeslachtig. De soort leeft in het zoute water.
De platworm komt uit het geslacht Platydendron. Platydendron ovale werd in 1978 beschreven door Simonetta & Delle-Cave.